# Conwy Lloyd Morgan
Conwy Lloyd Morgan (Londres, 6 de fevereiro de 1852 – Hastings, 6 de março de 1936) foi um psicólogo britânico famoso pelos seus experimentos com psicologia animal.

## Carreira
Ele é lembrado por sua teoria da evolução emergente e pela abordagem experimental da psicologia animal agora conhecida como Cânone de Morgan, um princípio que desempenhou um papel importante no behaviorismo, insistindo que as faculdades mentais superiores só deveriam ser consideradas como explicações se as faculdades inferiores não pudessem explicar um comportamento.

## Etologia

### Cânone de Morgan
O Cânone de Morgan desempenhou um papel crítico no crescimento do behaviorismo na psicologia acadêmica do século XX. O cânon afirma: Em nenhum caso podemos interpretar uma ação como o resultado do exercício de uma faculdade mental superior, se puder ser interpretada como o exercício de uma que está mais abaixo na escala psicológica. Por exemplo, Morgan considerou que uma entidade só deve ser considerada consciente se não houver outra explicação para seu comportamento.

W.H. Thorpe comentou o seguinte:
A importância disso era enorme... [mas] para o etólogo moderno que lida com animais superiores e confrontado como ele é com evidências cada vez maiores da complexidade da organização perceptiva ... o próprio inverso do cânone de Morgan muitas vezes prova ser a melhor estratégia.
O desenvolvimento do Cânone de Morgan derivou em parte de suas observações de comportamento. Isso proporcionou casos em que o comportamento que parecia implicar processos mentais superiores poderia ser explicado por simples aprendizado por tentativa e erro (o que hoje chamaríamos de condicionamento operante). Um exemplo é a maneira habilidosa com que seu terrier Tony abriu o portão do jardim, facilmente imaginado como um ato perspicaz por alguém que vê o comportamento final. Lloyd Morgan, no entanto, observou e registrou a série de aproximações pelas quais o cão gradualmente aprendeu a resposta e pôde demonstrar que nenhum insight era necessário para explicá-la.

### Instinto versus aprendizagem
Morgan realizou uma extensa pesquisa para separar, na medida do possível, o comportamento herdado do comportamento aprendido. Ovos de galos, patos e galinhas-d'água foram criados em uma incubadora, e os filhotes mantidos longe de aves adultas. Seu comportamento após a eclosão foi registrado em detalhes. Por último, o comportamento foi interpretado da forma mais simples possível. Morgan não foi o primeiro a trabalhar nessas questões. Douglas Spalding, na década de 1870, fez um trabalho notável sobre o comportamento herdado em pássaros. Sua morte prematura em 1877 fez com que seu trabalho fosse amplamente esquecido até a década de 1950, mas Morgan citou as observações de Spalding em seu próprio trabalho.

## Livros

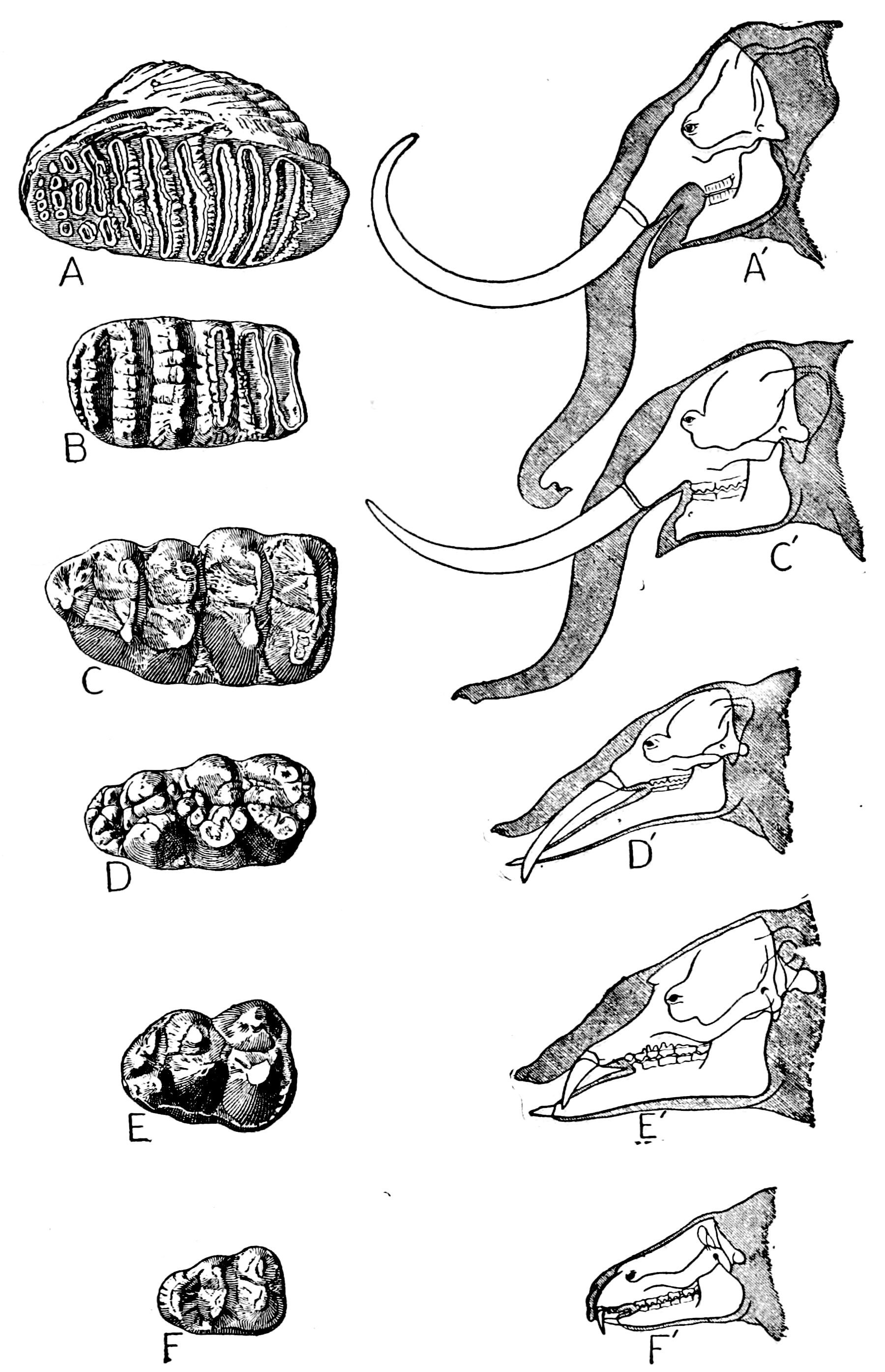
Criação por evolução

- The springs of conduct: an essay in evolution. (1885). Kegan Paul, Londres.
- Animal biology. (1887). Rivington, Londres.
- Animal sketches. [1891]. Arnold, Londres.
- Animal life and intelligence. (1891). Arnold, Londres.[9]
- Introduction to comparative psychology. (1894). Routledgethoemmes, Londres.[9]
- Psychology for teachers. (1894). Arnold, Londres.
- Habit and instinct. (1896). Arnold, Londres.[9]
- Animal behaviour. (1900). Arnold, Londres.
- The interpretation of nature. (1906).
- Instinct and experience. (1912). Methuen, Londres.
- Spencer's Philosophy of Science. (1919). Oxford University Press.
- Emergent evolution. (1923). Henry Holt.
- Life, mind, and spirit. (1925). Henry Holt.
- Creation by evolution. (1928). The Macmillan Company, Nova York.
- Mind at the crossways. (1929).
- Animal Mind. (1930). Arnold, Londres
- The emergence of novelty. (1933).